# Kyre
Kyre är en parish i Storbritannien.   Den ligger i grevskapet Worcestershire och riksdelen England, i den södra delen av landet, 190 km nordväst om huvudstaden London.